# Junge Pioniere (Kurt Loose)

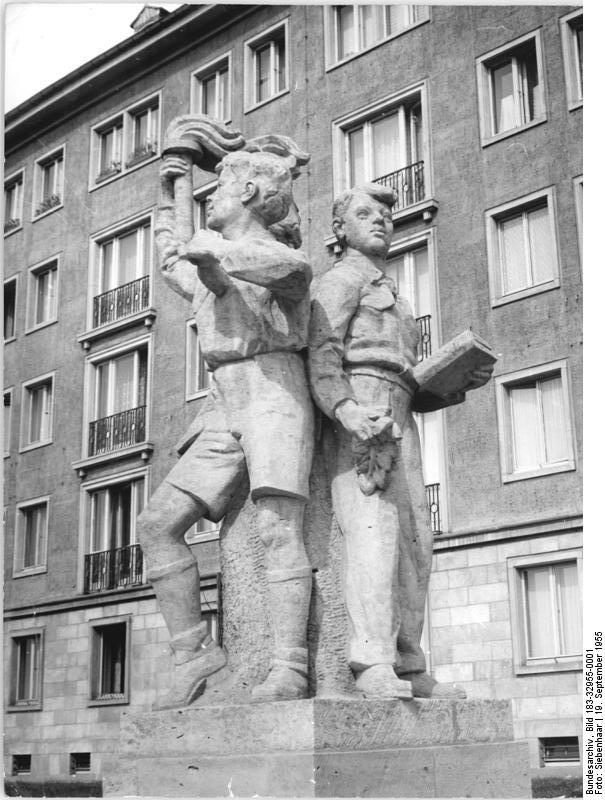
Junge Pioniere, Zustand kurz nach Fertigstellung 1955

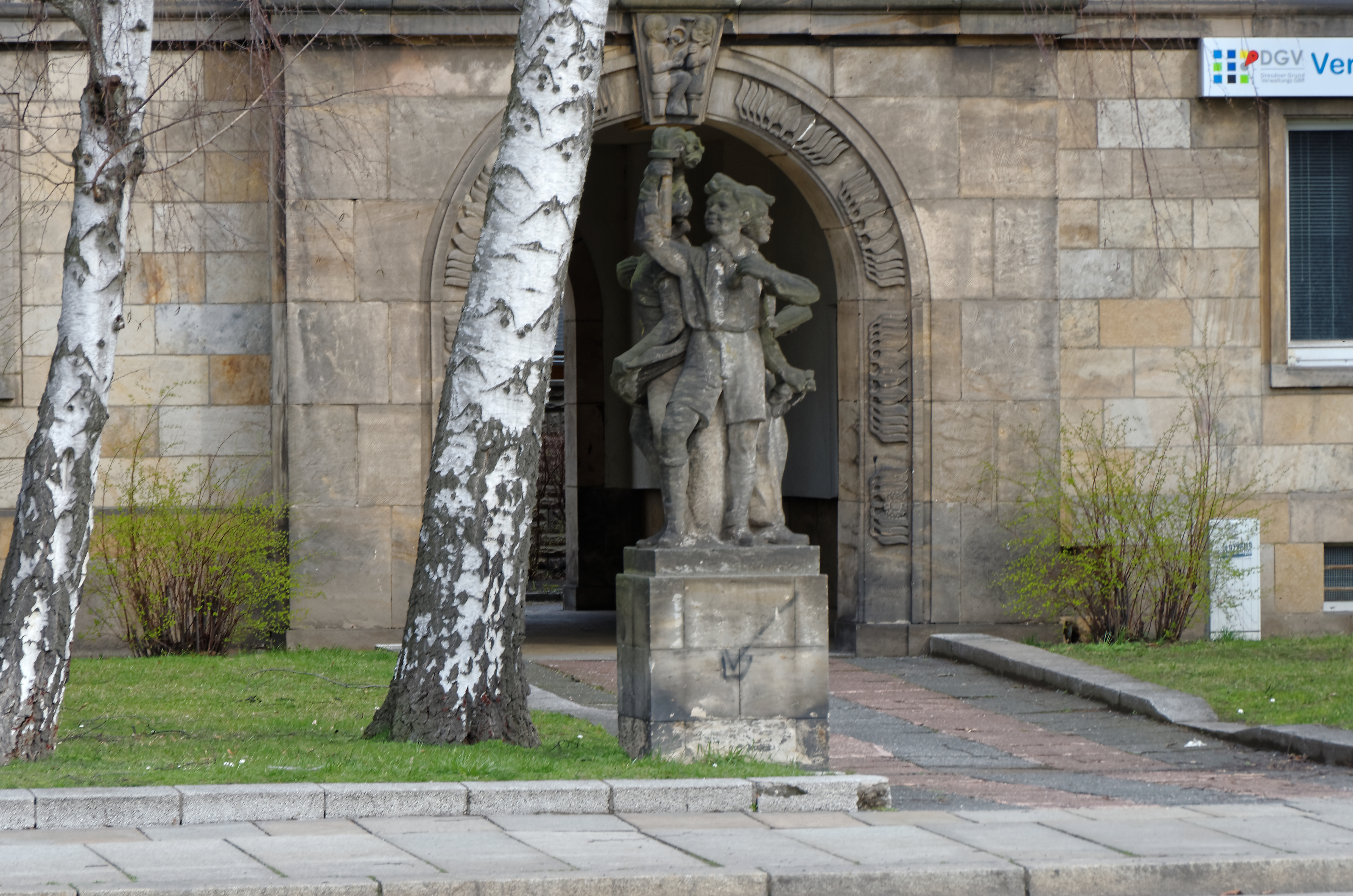
Junge Pioniere, Zustand 2017

Junge Pioniere ist eine Figurengruppe des Bildhauers Kurt Loose, die er von 1953 bis 1954 schuf. Die Freiplastik aus Sandstein befindet sich in Dresden in der Grunaer Straße vor dem Durchgang zu Haus Nummer 41 und ist ein Kulturdenkmal. Die Figurengruppe dreier Jungpioniere ist lebensgroß und mit Sockel 1,85 m hoch.
Am 19. November 1953 hatte Loose den Entwurf einer Pioniergruppe vorgelegt. Dieser Entwurf wurde abgelehnt. Im Dezember 1953 wurde hingegen gefordert, dass Loose die Figurengruppe weiter ausarbeiten sollte, wobei vor allem die „städtebaulichen Forderungen hinsichtlich des Standortes“ mit einzubeziehen seien.
Die allansichtige Figurengruppe befindet sich vor dem östlichen Abschnitt der Gebäudezeile der Grunaer Straße. Die Gruppe besteht aus zwei Jungen und einem Mädchen in der Kleidung der Pioniere, die Rücken an Rücken um eine vertikale Achse angeordnet sind und in ihrer Bewegung dem Uhrzeigersinn folgt. Die naturalistischen Figuren sind kennzeichnend mit Halstuch ausgestattet. Der Fackelträger, mit der „Fackel des Wissens“ ausgestattet, bildet die Hauptansicht. Sein Körper weist zur Grunaer Straße hin. Er hebt sein Knie und ist einen Schritt nach vorn getreten. Der andere Knabe hält ein Buch in der einen Hand. In der anderen Hand hält er Blattwerk.